# Дневник вора из Синдзюку
«Дневник вора из Синдзюку» (яп. 新宿泥棒日記) — кинофильм режиссёра Нагисы Осимы, вышедший на экраны в 1969 году.

## Сюжет
Молодой человек пытается украсть в книжном магазине несколько книг (в том числе «Дневник вора» Жана Жене), однако его останавливает продавщица по имени Умэко. Девушка и парень вступают в странные отношения, исполненные эротического символизма и включающие совместное воровство в магазинах, дискуссии о роли секса в обществе и безумные постановки театральной труппы.

## В ролях
- Таданори Ёкоо — Торио Окануэ
- Риэ Ёкояма — Умэко Судзуки
- Джюро Кара — певец
- Кэй Сато — играет самого себя
- Рокко Тоура — играет самого себя
- Фумио Ватанабэ — играет самого себя